# Kontracepcijska spirala
Spirala ili intrauterini uložak (IUD) je vrlo učinkovit i dugotrajan oblik kontracepcije. Riječ je o malenom ulošku T-oblika koji se postavlja u maternicu primarno u svrhu sprječavanja trudnoće. Spiralu koristi 14,3% žena reproduktivne dobi diljem svijeta.
Iako je tradicionalno bila namijenjena ženama koje su rodile, istraživanja pokazuju da je nova generacija manjih hormonskih spirala (npr. Skyla, Jaydess) sigurna za korištenje kod adolescentica, kao i kod žena koje nisu rodile.

## Vrste, kontraindikacije i nuspojave
Postoje dvije vrste kontracepcijskih spirala: plastična presvučena bakrom i hormonska, koja ispušta hormon levonorgestrel (npr. Mirena). U prvoj godini korištenja kontracepcijska efikasnost bakrenih spirala je 99,2%, a hormonskih kontracepcijskih spirala 99,8%. Bakrene spirale mogu ostati u maternici do 10 godina, a hormonske od 3 do 6 godina. Upotreba spirale ne utječe na dojenje te se može koristiti odmah nakon poroda.
Kod upotrebe bakrenih spirala može doći do obilnijeg menstrualnog krvarenja i grčeva. Hormonske spirale, čija je upotreba u značajnom porastu u posljednjih 20 godina, smanjuju krvarenje ili ono čak potpuno izostaje budući da hormon levonogestrel stanjuje stijenku maternice. Zbog toga se preporučuje njihovo korištenje ženama koje pate od menoragije ili endometrioze te ženama koje žele koristiti kontracepciju, a imaju kontraindikacije za oralnu hormonsku kontracepciju.
Nuspojave su rijetke i uključuju ispadanje uloška (2–5%), perforaciju maternice (<0,7%), upalnu bolest zdjelice (posebno u prva tri tjedna korištenja) te neregularno krvarenje. Većina nuspojava nestaje nnakon što se tijelo navikne na uložak; u suprotnom, potrebno je zatražiti savjet liječnika.
Spirala se ne preporučuje ženama koje su sklone čestim upalama rodnice, ženama s određenim vrstama raka i određenim alergijama, ženama koje koriste lijekove protiv zgrušavanja krvi, barbiturate, steroidne lijekove i antiepileptike.
Istraživanja su pokazala da korištenje spirale smanjuje incidenciju invazivnog raka grlića maternice za 30% te može pomoći u liječenju ranog stadija raka endometrija.

## Način djelovanja
Hormonska spirala sprječava oplodnju na način da otpušta hormon levonorgestrel koji zadebljava cervikalnu sluz, otežavajući prolazak spermija kroz jajovod. Učinkovitost u sprječavanju trudnoće je više od 99%.
Bakrena spirala izaziva upalne promjene sluznice maternice koje onemogućuju implantaciju te sadrži ione bakra koji smanjuju pokretljivost spermija.
Za razliku od prezervativa, spirala ne sprječava spolno prenosive bolesti.
Pravilno postavljanje nužno je za učinkovitost spirale, stoga je postavlja liječnik nakon obavljenog ginekološkog pregleda. Spirala se unosi kroz rodnicu i cerviks te postavlja u maternicu. Tijekom tog postupka kod nekih žena može se javiti nelagoda ili bol u zdjeličnom području. Svaka spirala ima nit koja ostaje u vaginalnom dijelu vrata maternice i služi za kontrolu i uklanjanje.

## Stav Crkve
Katolička Crkva i većina drugih vjerskih zajednica protive se upotrebi kontracepcijske spirale. Stav Crkve je da, bračni spolni čin treba biti otvoren životu (prokreativan) te sjedinjujući. Dodatni je prijepor što pojedina kontracepcijska sredstva mogu dovesti do pobačaja. Kontracepcijska spirala uzrokuje pobačaj, tako što sprječava usađivanje oplođene jajne stanice u maternicu.

## Unutarnje poveznice
- Oralna hormonska kontracepcija